# Andrea Mirò
Andrea Mirò (Asti, 27 mei 1967) is een Italiaanse zangeres. Haar echte naam is Roberta Mogliotti. Andrea is de levenspartner van zanger Enrico Ruggeri met wie ze veel van haar nummers geschreven heeft. Als soliste nam ze driemaal deel aan het prestigieuze Italiaanse muziekfestival Festival van San Remo; in 1987 met Notte di Praga, in 1988 met Non è segreto en in 2000 met Canzone del perdono. In 2002 verscheen ze op het podium als dirigente, het jaar erop samen met Enrico Ruggieri met Nessuno tocca Caino, een protestnummer tegen de doodstraf.

## Discografie
- Mirò (1991)
- Il Centro dei Pensieri (2000)
- Lucidamente (2001)
- Andrea Mirò (2003)
- Andrea (2005)
- A fior di pelle (2007)